# Tetsuya Yamato
Tetsuya Yamato (大和 哲也 ([Yamato Tetsuya] Erro: {{japonês}}: o texto tem marcação itálica (ajuda))); nasceu a 10 de dezembro de 1987, em Chita, Aichi, Japão) é um lutador de kickboxing e muay thai e pintor de casas japonês. Tetsuya ganhou o torneio nacional japonês de K-1 na categoria de peso leve, em 2010.